# 相馬神社 (札幌市)
相馬神社（そうまじんじゃ）は北海道札幌市豊平区平岸にある神社。旧社格は無格社。

## 沿革
- 1871年（明治4年）3月 仙台藩領水沢からの入植者により、現在地にて札幌神社の遥拝所として祭事を執行。
- 1902年（明治35年）1月 福島県相馬郡太田村に鎮座する相馬太田神社より御分霊を奉遷し、豊平町5番地（現豊平6条7丁目、豊平まちづくりセンター）の仮神殿に奉斎。
- 1908年（明治41年）10月27日 神社創立を認可され公認神社となる。
- 1909年（明治42年）11月26日 本殿落成遷座祭斎行。豊平町平岸村47番地に鎮座。
- 1916年（大正5年）8月1日 平岸村山の上437番地の現在地（天神山）に移転。
- 1928年（昭和3年）10月9日 昭和天皇御即位記念として社殿をご造営。本殿御造営改築遷座祭斎行（旧社殿）。
- 1953年（昭和28年）2月26日 神社本庁所属の宗教法人を設立。
- 1965年（昭和40年）10月30日 社務所新築。
- 1976年（昭和51年）3月1日 付近一帯が、天神山緑地保全地区に指定される。
- 2007年（平成19年）8月25日 創立百周年記念事業御社殿改修工事竣工本殿遷座祭斎行。（現社殿）
- 2008年（平成20年）6月24日 創立百周年記念大祭並びに記念祝賀会斎行。

## 祭神
- 天之御中主大神（あめのみなかぬしのおおかみ）

## 御神木
シバグリの大樹で、樹直径121cm、樹高10m。推定樹齢は300年以上。
1968年8月5日に札幌市の保存樹に指定された。

## 交通手段
- 札幌市営地下鉄南北線澄川駅から徒歩7分程度。

## ギャラリー

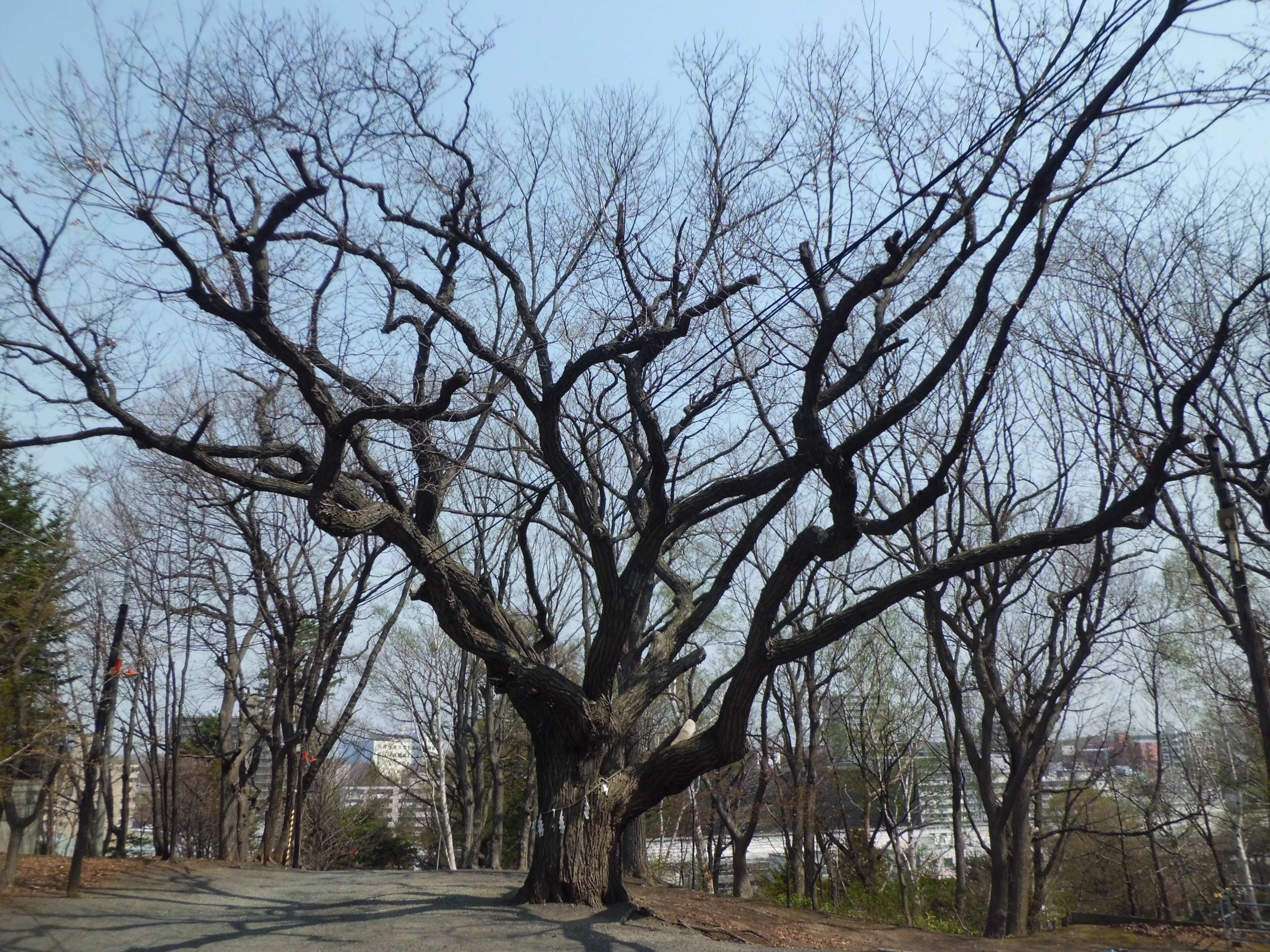
御神木
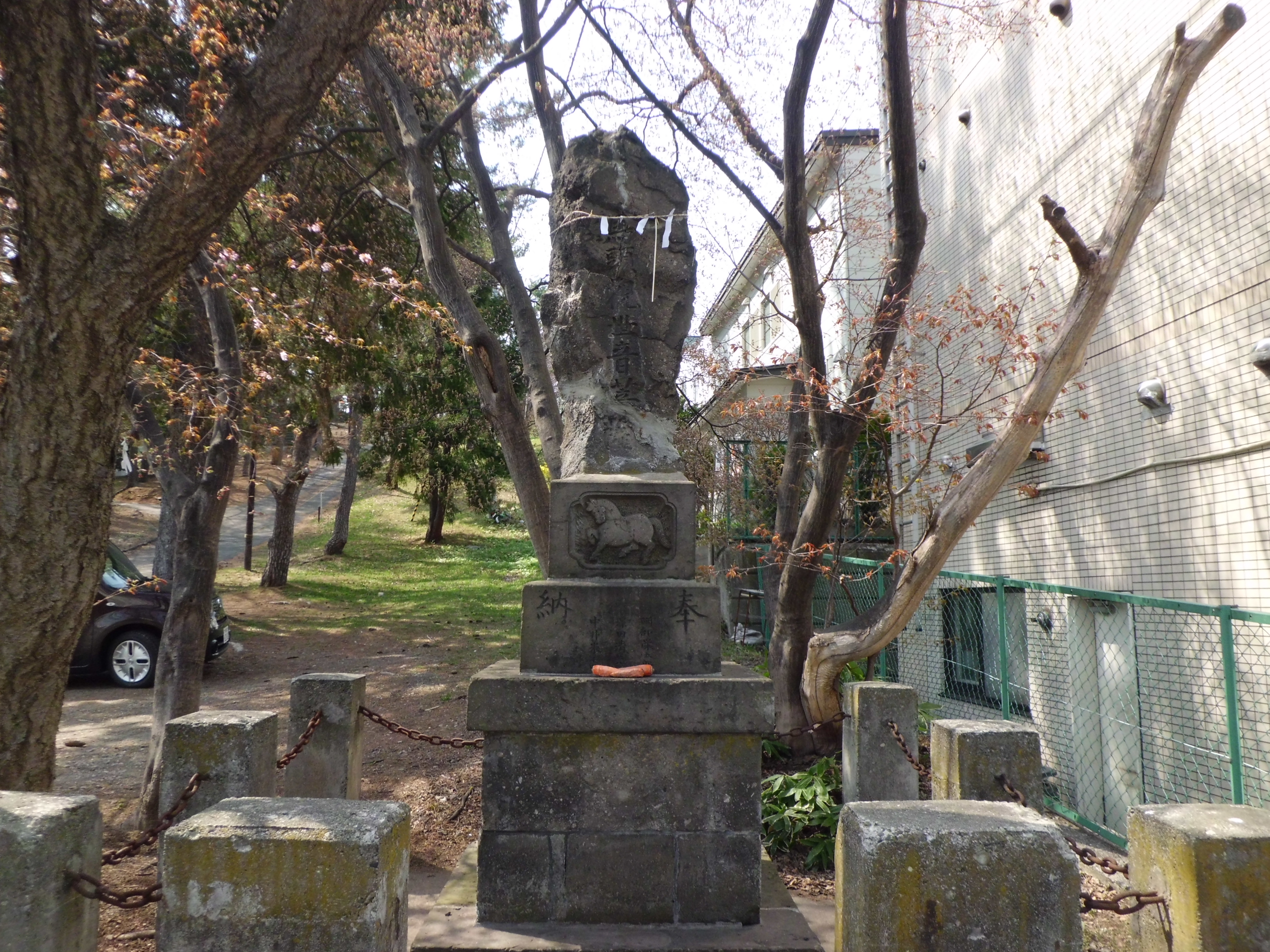
「馬頭観世音菩薩」碑
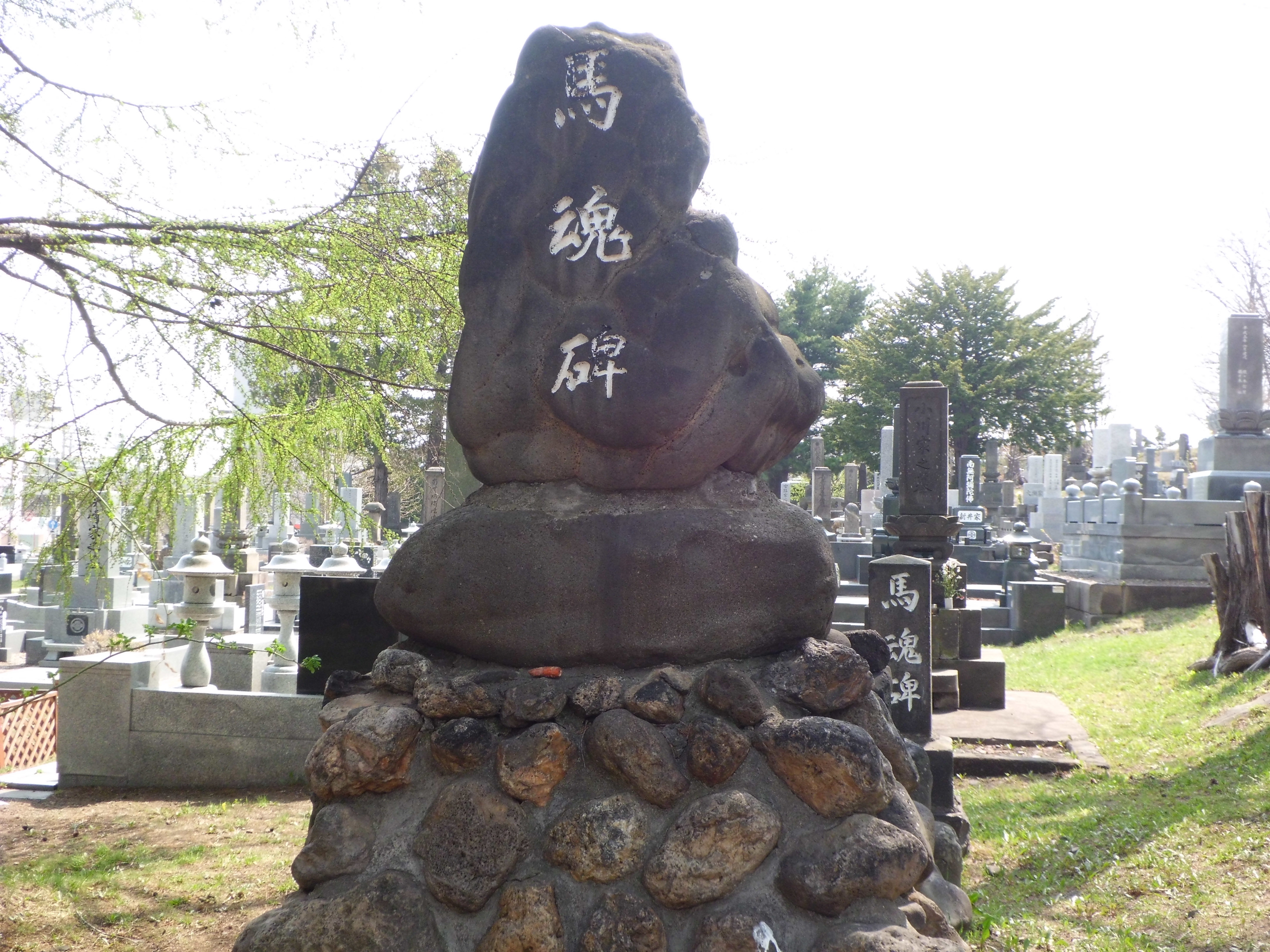
馬魂碑
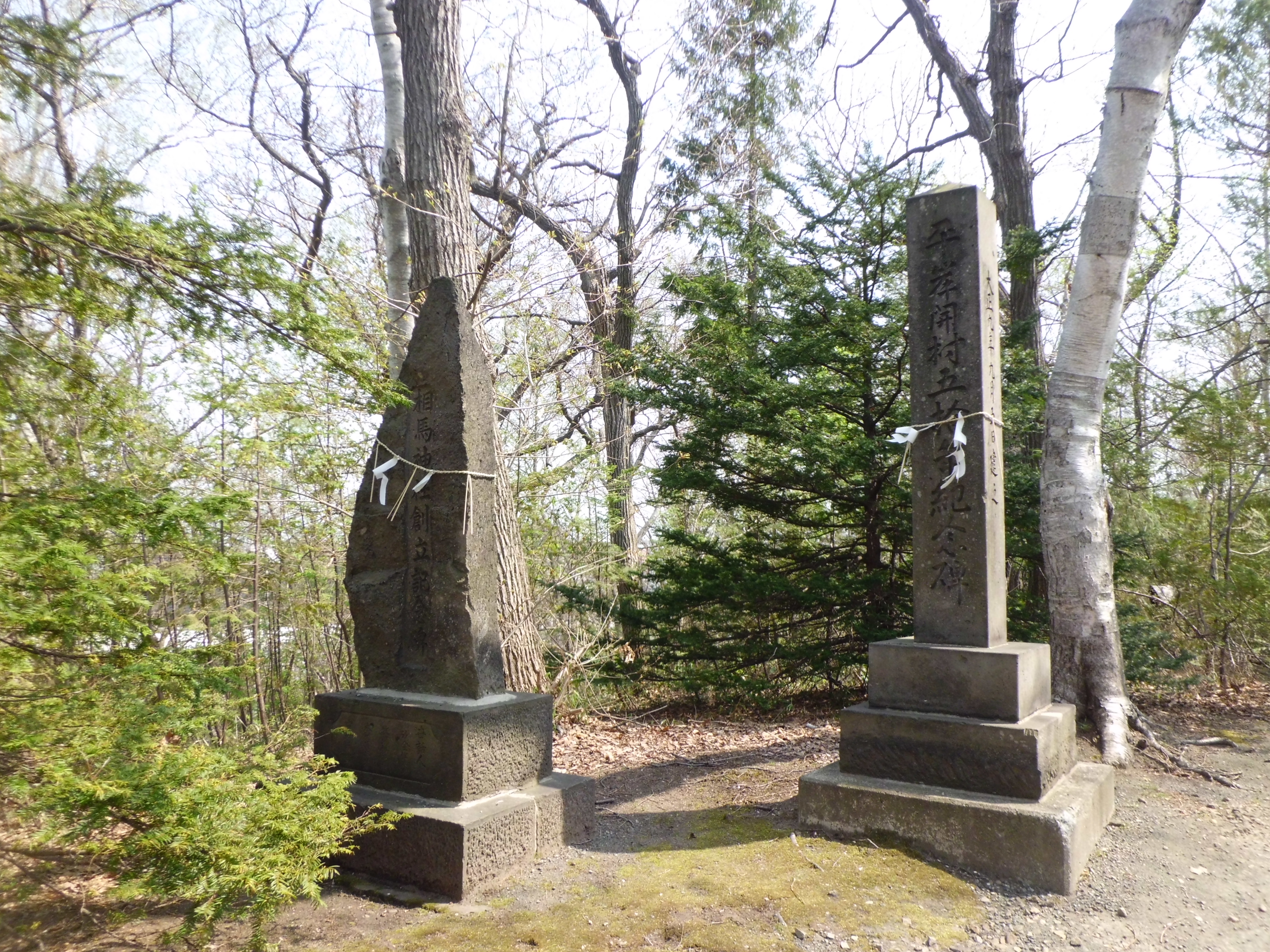
平岸開村五拾年記念碑